# Султанов, Курбан Джамал оглы
Курбан Джамал оглы Султанов (Солтанов) (азерб. Qurban Camal oğlu Sultanov (Soltanov); 22 марта 1919, Ганджа — 30 сентября 1999, Баку) — азербайджано-советский государственный деятель, министр промышленного строительства Азербайджанской ССР (1969—1972).

## Биография
Курбан Джамал оглы Султанов родился 22 марта 1919 года в городе Гянджа. После окончания средней школы поступил в Закавказский институт инженеров железнодорожного транспорта в Тбилиси, который окончил в 1941 году.
Во время Великой Отечественной войны (1941—1945) участвовал в освобождении городов Ростов, Таганрог, Николаев, Брно, Братислава, Прага и других. В октябре 1945 года был демобилизован из армии в звании капитана.
С 1946 по 1948 годы, Курбан Султанов занимал должность заведующего отделом в профсоюзном комитете Азербайджанской железной дороги, а также работал инструктором Бакинского и Центрального комитетов Коммунистической партии Азербайджана. Позже вернулся в производственный сектор и занимал ответственные должности в системе «Азерденизнефттикинти».
До 1961 года Курбан Султанов работал на руководящих должностях в строительных организациях Азербайджана. С 1962 года занимал пост заместителя министра строительства Азербайджанской ССР, а затем руководил трестом № 3 того же министерства.
С 1969 по 1972 год занимал пост министра промышленного строительства Азербайджанской ССР. В мае 1972 года был назначен инженером треста по строительству энергетических предприятий Азербайджана. С 1974 года в течение долгого времени руководил Бакинским шиферным комбинатом, входящим в структуру Министерства промышленности строительных материалов Азербайджанской ССР.
Курбан Султанов был награжден орденами «Красная Звезда», 1-й и 2-й степеней «Отечественной войны», а также медалями за заслуги в годы Великой Отечественной войны. В 1966 году он был удостоен ордена «Трудового Красного Знамени», а в 1964 году ему было присвоено звание Заслуженный строитель Азербайджанской ССР.
Был членом Центрального Комитета Коммунистической партии Азербайджана и депутатом Верховного Совета Азербайджанской ССР 7-го и 8-го созывов.
Курбан Султанов скончался 30 сентября 1999 года и был похоронен на II Аллее почетного захоронения в Баку.

## Семья
Курбан Султанов — брат государственно-правового советника III класса Алладдина Султанова, отец государственного советника налоговой службы I класса Хидаята Султанова, тесть общественно-политического деятеля Яшара Алиева и дед омбудсмена Сабины Алиевой.